# Kwadrat grecko-łaciński
Kwadrat grecko-łaciński lub kwadrat Eulera rzędu {\displaystyle n} nad dwoma {\displaystyle n}-elementowymi zbiorami {\displaystyle S} i {\displaystyle T} – kwadratowa tablica o {\displaystyle n} wierszach i {\displaystyle n} kolumnach, zawierająca pary {\displaystyle (s,t),} gdzie {\displaystyle s\in S} i {\displaystyle t\in T,} taka że:
1. każdy wiersz i każda kolumna zawiera dokładnie jeden raz każdy element z {\displaystyle S} i dokładnie jeden raz każdy element z {\displaystyle T} oraz
2. żadne dwie komórki nie zawierają tej samej pary {\displaystyle (s,t)}

Autorem koncepcji jest Leonhard Euler, który używał zbiorów:
- {\displaystyle S=\{A,B,C,\dots \},} pierwsze {\displaystyle n} dużych liter z alfabetu łacińskiego,

i
- {\displaystyle T=\{\alpha ,\beta ,\gamma ,\dots \},} pierwsze {\displaystyle n} małych liter z alfabetu greckiego

Stąd nazwa kwadrat grecko-łaciński. Przykłady poniżej:
|         |         |         |
| Rzędu 3 | Rzędu 4 | Rzędu 5 |

Układ samych łacińskich znaków, a także układ samych greckich znaków w kwadracie grecko-łacińskim tworzą kwadrat łaciński. Kwadrat grecko-łaciński może zostać rozłożony na dwa ortogonalne kwadraty łacińskie. Ortogonalność oznacza tu, że każda para {\displaystyle (s,t)} z iloczynu kartezjańskiego {\displaystyle S\times T} wystąpi dokładnie raz.

## Planowanie eksperymentów
Kwadraty grecko-łacińskie mają zastosowanie w planowaniu eksperymentów naukowych. Załóżmy, że mamy maksymalnie 4 nominalne zmienne, którymi możemy wpływać na wynik eksperymentu i każda z nich może przyjmować {\displaystyle n} wartości. Na przykład w badaniach medycznych zmiennymi mogą być:
- podawany lek (jeden z trzech),
- stopień nasilenia choroby (niski, średni lub wysoki),
- wiek badanego (podzielony na trzy kategorie),
- szpital, w którym przeprowadzane jest badanie (jeden z trzech).

Teraz wystarczy ułożyć kwadrat grecko-łaciński rzędu {\displaystyle n} (tutaj: 3), aby otrzymać plan {\displaystyle n^{2}} eksperymentów. Każde pole kwadratu odpowiada jednemu z eksperymentów, kolumny to możliwe wartości pierwszej zmiennej, wiersze – drugiej zmiennej, litery łacińskie odpowiadają trzeciej zmiennej, a greckie czwartej.
Jeśli efekty wywołane przez każdą ze zmiennych są addytywne (to znaczy dodają się do ogólnego wyniku), to plan taki daje nieobciążone estymatory wpływu każdej możliwej wartości każdej z tych zmiennych na zmienną objaśnianą, choć możliwych kombinacji ich wartości jest o wiele więcej: {\displaystyle n^{4}.} Znacząco obniża to koszt badania. Aby obliczyć wpływ danej wartości danej zmiennej, wystarczy uśrednić wyniki odpowiadających jej eksperymentów.
Kwadraty grecko-łacińskie mogą też być użyte do konstrukcji kwadratów magicznych.

## Historia
W latach 80. XVIII wieku Euler pokazał metodę konstrukcji kwadratu grecko-łacińskiego, dla {\displaystyle n} nieparzystego oraz dla wielokrotności 4. Zauważywszy, że nie istnieje kwadrat rzędu 2 i nie potrafiąc skonstruować kwadratu rzędu 6 (tzw. problem 36 oficerów) postawił hipotezę, że nie istnieją kwadraty grecko-łacińskie rzędu {\displaystyle n=4k+2,} gdzie {\displaystyle k=0,1,2,\dots } Faktycznie nieistnienie kwadratu rzędu 6 zostało udowodnione w 1901 przez Gastona Tarry’ego przez siłowe sprawdzenie wszystkich możliwych układów. Hipoteza Eulera nadal nie była jednak ani udowodniona, ani obalona. W 1959 R.C. Bose i Shrikhande znaleźli pewne kontrprzykłady; później Parker znalazł kontrprzykład rzędu 10. W 1960 Parker, Bose i Shrikhande pokazali, że hipoteza Eulera jest fałszywa dla wszystkich {\displaystyle n\geqslant 10.} Ostatecznie okazało się, że istnieją kwadraty grecko-łacińskie każdego rzędu {\displaystyle n\geqslant 3} z wyjątkiem 6.